# Айтиев, Гапар Айтиевич
Гапа́р Айти́евич Айти́ев (1912—1984) — советский, киргизский художник-живописец, сценограф

, педагог. Герой Социалистического Труда (1982). Народный художник СССР (1971). Лауреат Государственной премии Киргизской ССР им. Т. Сатылганова. Один из первых профессиональных киргизских художников.

## Биография

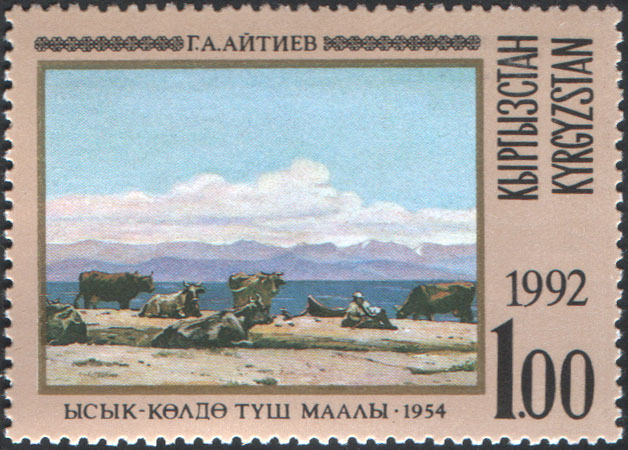
Картина Г. Айтиева на почтовой марке Киргизии. 1992 г.

Родился 15 (28) сентября 1912 года в селе 1-й Тулейкен (ныне — Кара-Сууского района Ошской области Кыргызстана).
В 1932 году окончил Киргизский институт просвещения. В 1932—1934 годах преподавал в педагогическом техникуме в Джалал-Абаде.
В 1935—1938 годах учился в Московском областном художественном педагогическом училище изобразительных искусств памяти восстания 1905 года у Н. П. Крымова.
Участник войны. С декабря 1942 года воевал на Юго-Западном фронте в должности заместителя командира пулемётной роты по политчасти 2-го отдельного стрелкового батальона 94-й отдельной стрелковой бригады. Участвовал в Сталинградской битве. 6 января 1943 года был ранен. Гвардии старший лейтенант в отставке.
Автор поэтичных, полных эпического спокойствия пейзажей «Колхозный двор» (1946, Киргизский музей изобразительных искусств, Фрунзе), «Полдень на Иссык-Куле» (1954, Третьяковская галерея), «Окрестности Андижана» (1967, Киргизский музей изобразительных искусств, Фрунзе), ряда портретов, жанровых полотен и монументальных росписей, графических работ.
В 1938—1940 годах — художник-постановщик Киргизского музыкально-драматического театра. Оформил спектакли: «Айчурек» (Лунная красавица) В. Власова, В. Фере, А. Малдыбаева (1939), «Токтогул» А. М. Веприка (1940) и др.
С 1977 года руководил творческой мастерской живописи АХ СССР во Фрунзе.
Автор книги «Изобразительное искусство Киргизии» (Фрунзе, 1964).
Член-корреспондент Академии художеств СССР (1973). В 1940—1941, 1944—1951 и 1952—1977 годах — председатель правления Союза художников Киргизии. Член Союза художников СССР.
Член ВКП(б) с 1939 года. Депутат Верховного Совета Киргизской ССР 5—9 созывов. Заместитель председателя Верховного Совета Киргизской ССР (с 1971).
Скончался 16 декабря 1984 года в Бишкеке. Похоронен на Ала-Арчинском кладбище.

## Награды и звания
- Герой Социалистического Труда (1982)
- Орден Ленина (1982)
- Орден Октябрьской Революции (1972)
- Народный художник СССР (1971)
- Государственная премия Киргизской ССР имени Токтогула Сатылганова (1967) — за серию картин «Земля Киргизская»
- Медаль «За трудовую доблесть» (1964)
- Орден Трудового Красного Знамени (1958)
- Народный художник Киргизской ССР (1954)
- Орден Трудового Красного Знамени (1951)
- Орден Ленина (1946)
- Медаль «За боевые заслуги» (1943)
- Орден «Знак Почёта» (7 июня 1939) — за выдающиеся заслуги в деле развития киргизского театрального искусства
- Заслуженный деятель искусств Киргизской ССР (1937)
- Медаль «За победу над Германией в Великой Отечественной войне 1941-1945 гг.»
- Медаль «В ознаменование 100-летия со дня рождения Владимира Ильича Ленина»
- Медаль «Двадцать лет победы в Великой Отечественной войне 1941—1945 гг.»
- Медаль «Тридцать лет Победы в Великой Отечественной войне 1941—1945 гг.»
- Медаль «50 лет Вооружённых Сил СССР»
- Медаль «60 лет Вооружённых Сил СССР»